# Sotillo de la Ribera (kommunhuvudort)
Sotillo de la Ribera är en kommunhuvudort i Spanien.   Den ligger i provinsen Provincia de Burgos och regionen Kastilien och Leon, i den centrala delen av landet, 150 km norr om huvudstaden Madrid. Sotillo de la Ribera ligger 845 meter över havet och antalet invånare är 602.
Terrängen runt Sotillo de la Ribera är platt. Runt Sotillo de la Ribera är det ganska tätbefolkat, med 104 invånare per kvadratkilometer. Närmaste större samhälle är Aranda de Duero, 16,3 km sydost om Sotillo de la Ribera. Trakten runt Sotillo de la Ribera består till största delen av jordbruksmark.